# Zlatan Ibrahimović
Zlatan Ibrahimović Ausspracheⓘ (* 3. Oktober 1981 in Malmö) ist ein ehemaliger schwedischer Fußballspieler und heutiger Fußballfunktionär. Der Stürmer stand im Laufe seiner Karriere bei mehreren europäischen Spitzenclubs unter Vertrag, zuletzt bei der AC Mailand, bevor er am Ende der Saison 2022/23 seine Karriere im Alter von 41 Jahren beendete.
Ibrahimović wurde zwölfmal mit dem Guldbollen als schwedischer Fußballer des Jahres ausgezeichnet, davon zehnmal in Folge. Er galt auf dem Höhepunkt seiner Karriere als einer der besten Stürmer der Welt und bestach insbesondere durch seine starke Technik und spektakulären Spielaktionen. Von 2001 bis 2016 und erneut ab 2021 war Ibrahimović, der auch die Staatsbürgerschaft Bosnien-Herzegowinas besitzt, für die schwedische Nationalmannschaft aktiv und ist mit 62 Toren deren Rekordtorschütze. Am 7. Februar 2021 erzielte er das 500. Tor seiner Vereinskarriere.

## Leben

### Jugend und Familie
Ibrahimović wurde in Malmö geboren, sein Vater stammt aus Bijeljina, Sozialistische Republik Bosnien und Herzegowina, die Mutter aus der Gespanschaft Zadar, Sozialistische Republik Kroatien, beides Jugoslawien. Er wuchs im Stadtteil Rosengård auf, der im Zuge des „Millionenprogramms“ erbaut worden war und als sozialer Brennpunkt gilt. Dort machte Ibrahimović seinen Schulabschluss. Kurzzeitig besuchte er anschließend das Gymnasium Borgarskolan, das er jedoch zugunsten seiner Fußballerkarriere vorzeitig verließ. Nach eigenem Bekunden sei er zu 100 % Schwede und fühle sich trotzdem als „Balkanese“. Mit seinen Eltern spreche er nur in deren Sprache (Serbokroatisch). In seiner Autobiografie erzählt Ibrahimović von seiner schweren Kindheit. So sei sein Vater lange Zeit Alkoholiker und seine Mutter, eine Putzfrau, psychisch labil gewesen. Innerhalb der Familie habe es zahlreiche Streitigkeiten und Kontaktabbrüche gegeben; die Eltern trennten sich, als er klein war. Neben seiner Schwester hat er drei Halbgeschwister. Als Kind habe er oft Fahrräder gestohlen, um zum Fußballplatz zu gelangen; Prügeleien seien häufig gewesen. Auch Hunger war ein Thema. Seine Jugend spielte sich im multikulturellen Rosengård ab; erst mit 16 Jahren kam er zum ersten Mal in die Malmöer Innenstadt. Seine Herkunft machte es ihm zunächst schwer, beim von blonden Spielern dominierten Malmö FF Anschluss zu finden.
Ibrahimović ist mit dem ehemaligen schwedischen Model Helena Seger liiert, mit der er zwei Kinder hat (Maximilian, * 2006 und Vincent, * 2008). Maximilian ist ebenfalls als Fußballprofi aktiv. Ibrahimović spricht neben Schwedisch und serbokroatischen Varietäten auch Englisch und Italienisch. Er ist ein Fan von Martial Arts und betreibt selbst Taekwondo; auf Letzteres führt er auch seine Beweglichkeit zurück. Ibrahimović ist gläubiger Katholik.
Einer seiner Brüder starb im April 2014 im Alter von 40 Jahren an Leukämie, an diesen erinnerte er neben den ebenfalls im selben Jahr an Krebs verstorbenen schwedischen Fußballprofis Pontus Segerström und Klas Ingesson in einer bewegenden Rede bei der Fotbollsgalan anlässlich der Auszeichnung zum Fußballer des Jahres im November 2014.
Ibrahimović besitzt eine Insel im drittgrößten schwedischen See Mälaren.

### Soziales Engagement
In Rosengård finanzierte Ibrahimović den Bau eines Fußballplatzes.

### Aktionär und Anteilseigner
Ende November 2019 erwarb Ibrahimović die Hälfte der Anteile am Unternehmen AEG Sweden von der Anschutz Entertainment Group. AEG Sweden ist als Minderheitsgesellschafter am schwedischen Klub Hammarby IF beteiligt.
Ende April 2021 wurde bekannt, dass die Europäische Fußball-Union UEFA Ermittlungen gegen Ibrahimović eingeleitet hatte. Hintergrund war eine 10-prozentige Beteiligung am Wettanbieter Bethard. Der Buchmacher hatte 2018 eine Partnerschaft mit dem Schweden verkündet. Im Monat darauf verurteilte die UEFA Ibrahimović zu einer Geldstrafe von 50.000 Euro und forderte ihn auf, alle geschäftlichen Beziehungen mit dem Unternehmen zu beenden. Zudem wurde sein damaliger Verein AC Mailand für seinen Spieler in Haftung genommen und zu einer Geldstrafe von 25.000 Euro verurteilt.

### Schauspielerei
Im Film Asterix & Obelix – Das Reich der Mitte ist Ibrahimović als „Caius Antivirus“ zu sehen.

## Vereinskarriere

### Karrierestart in Schweden und Wechsel ins Ausland
Ibrahimović spielte in seiner Jugend bei Malmö Anadolu BI und dem FBK Balkan, einem Verein, der überwiegend aus Spielern aus dem ehemaligen Jugoslawien bestand, in seinem Heimatviertel Malmö-Rosengård. Anschließend folgte ein kurzes Intermezzo bei BK Flagg, ehe er 1995 in die Jugendabteilung von Malmö FF wechselte. Seine Anfangszeit dort in der Jugendmannschaft war laut Ibrahimović geprägt von Auseinandersetzungen mit seinen Mitspielern, deren Eltern und den Trainern. Ihm wurde nachgesagt, zu viel zu „tricksen“ und zu eigensinnig zu sein.
1999 unterschrieb Ibrahimović bei Malmö FF seinen ersten Profivertrag. Am 19. September 1999 spielte er bei der Niederlage gegen Halmstads BK erstmals in der Allsvenskan. Auch nachdem der Klub nach über 60-jähriger Zugehörigkeit zur schwedischen Eliteserie am Ende der Spielzeit abgestiegen war, blieb er dem Verein treu. In der Superettan steuerte er zwölf Tore zum direkten Wiederaufstieg bei und weckte das Interesse internationaler Vereine. Nach einer halben Spielzeit in der ersten schwedischen Liga verließ Ibrahimović im Sommer 2001 den Verein.
Sein neuer Arbeitgeber wurde ab Juli 2001 der niederländische Rekordmeister Ajax Amsterdam. Unter Trainer Co Adriaanse kam er anfangs kaum zum Zug. Als dieser jedoch im November entlassen wurde, avancierte Ibrahimović unter dessen Nachfolger Ronald Koeman zum Stammspieler. Am Ende der Spielzeit stand der Gewinn des Meistertitels, und Ibrahimović kam in der folgenden Spielzeit zu seinen ersten Champions-League-Einsätzen. Nach der Gruppenphase schied die Mannschaft im Viertelfinale gegen die AC Mailand aus. Ein Vorfall im Länderspiel zwischen den Niederlanden und Schweden gilt mit als Auslöser für Ibrahimovićs Weggang von Ajax im Sommer 2004: Während des Spiels verletzte sich Mannschaftskollege Rafael van der Vaart nach einem Foul von Ibrahimović, dem Absicht unterstellt wurde. Er beteuerte jedoch öffentlich, dass es keine Absicht gewesen sei. Später gab er an, van der Vaart sei neidisch auf seine Entwicklung gewesen und habe ihm daher Absicht unterstellt.

### Jahre in der italienischen Serie A
Nach dem Gewinn des zweiten Meistertitels mit Ajax wechselte Ibrahimović im Sommer 2004 nach Italien zum Rekordmeister Juventus Turin. Da sich sein Rivale im Sturm, David Trezeguet, verletzt hatte, fand sich der Schwede auf Anhieb in der Startformation des Serie-A-Klubs wieder. Er erzielte in der Saison 2004/05 16 Saisontore. Sein Berater lancierte nun Presseberichte, wonach Real Madrid an dem Stürmer interessiert sei und bis zu 70 Millionen Euro geboten habe, um den Marktwert seines Schützlings in die Höhe zu treiben. Mit weiterhin guten Leistungen etablierte sich Ibrahimović unter Europas Topspielern und gehörte 2005 zu den Nominierten für die Auszeichnung FIFA-Weltfußballer des Jahres. Während er dabei nur Achter wurde, wurde er im selben Jahr mit dem Guldbollen als Schwedens Fußballer des Jahres ausgezeichnet.

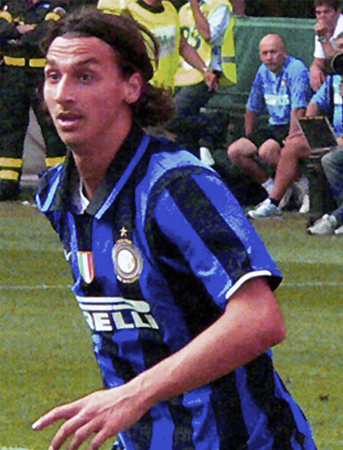
Ibrahimović im Trikot von Inter Mailand (2007)

Mit dem Erfolg kamen aber auch die ersten größeren Probleme. Trainer Fabio Capello setzte Ibrahimović vermehrt als Außenstürmer ein, um so seine Schnelligkeit ausnutzen zu können. Infolgedessen stieg zwar die Anzahl seiner Torvorlagen, andererseits erzielte er weniger Tore selbst. Die Presse und Anhänger des Klubs pochten daher vermehrt auf den Einsatz des beliebten Juve-Urgesteins Alessandro Del Piero. Da Ibrahimović in der zweiten Saisonhälfte in ein Formtief fiel, verstärkte sich der Druck auf ihn. Als im Sommer 2006 im Zuge des Manipulationsskandals der Zwangsabstieg des Klubs in die Serie B feststand, bemühte sich der Klub zwar um den Schweden, wegen der Umstände fiel es diesem aber nicht schwer, den Klub zu verlassen.
Im August 2006 unterschrieb Ibrahimović einen Vierjahresvertrag bei Inter Mailand. Zunächst bot er wechselhafte Leistungen, aber im Zuge der Serie von ungeschlagenen Spielen des Klubs konnte auch er sich stabilisieren und er gehörte unter Trainer Roberto Mancini im Sturm zur ersten Wahl. Am Ende der Saison gewann er mit dem Verein den Meistertitel. Kurze Zeit später sorgte er für Unruhe im Umfeld des Klubs, als er zitiert wurde, dem Verein fehle eine Persönlichkeit wie Luciano Moggi. Da dieser der Hauptverantwortliche des italienischen Fußball-Skandals war, unter dem nach Juventus auch Inter zu leiden hatte, wurde Ibrahimović stark kritisiert. Nach einer Entschuldigung des Schweden mit dem Hinweis, die Aussage sei aus dem Zusammenhang gerissen worden, legte sich die Aufregung wieder. Mit guten Leistungen zu Beginn seiner zweiten Saison – so gelang ihm am 2. Oktober 2007 sein erster Europapokal-Treffer nach fast zwei Jahren – spielte er sich wieder in den Kreis der Weltfußballer. Bei der Auszeichnung musste er sich jedoch mit dem siebten Platz begnügen, erhielt aber in Schweden erneut den Guldbollen und wurde mit dem Radiosportens Jerringpris ausgezeichnet.

### Aufstieg zum bestbezahlten Fußballspieler der Welt
Am Ende der Spielzeit 2007/08 verteidigte Ibrahimović mit Inter den italienischen Meistertitel. Nach Saisonende verlängerte er im Juni zudem seinen Vertrag beim lombardischen Klub bis 2013. Mit einem Nettojahresgehalt von 13,5 Millionen Euro galt der Stürmer als bestbezahlter Fußballspieler der Welt; für die Saison 2008/09 bekam er eine zusätzliche Sonderprämie in Höhe von 1,5 Millionen Euro für 25 Ligatore ausbezahlt. Damit erhöhte sich sein Verdienst im Jahr 2009 auf 15 Millionen Euro netto, die Werbeeinnahmen nicht eingeschlossen. Von der Vereinigung der italienischen Fußball-Profis (AIC) wurde er im selben Jahr zu Italiens Fußballer des Jahres gewählt. In der Saison 2008/09 gewann Ibrahimović mit Inter erneut die Meisterschaft, es war der vierte Meistertitel in Folge. Mit 25 Toren verhalf er entscheidend zum erneuten Titelgewinn und wurde Torschützenkönig der Serie A. Bei der Wahl zu Europas Fußballer des Jahres wurde er 2009 erneut unter die Top 10 aufgenommen.

### Wechsel zum FC Barcelona

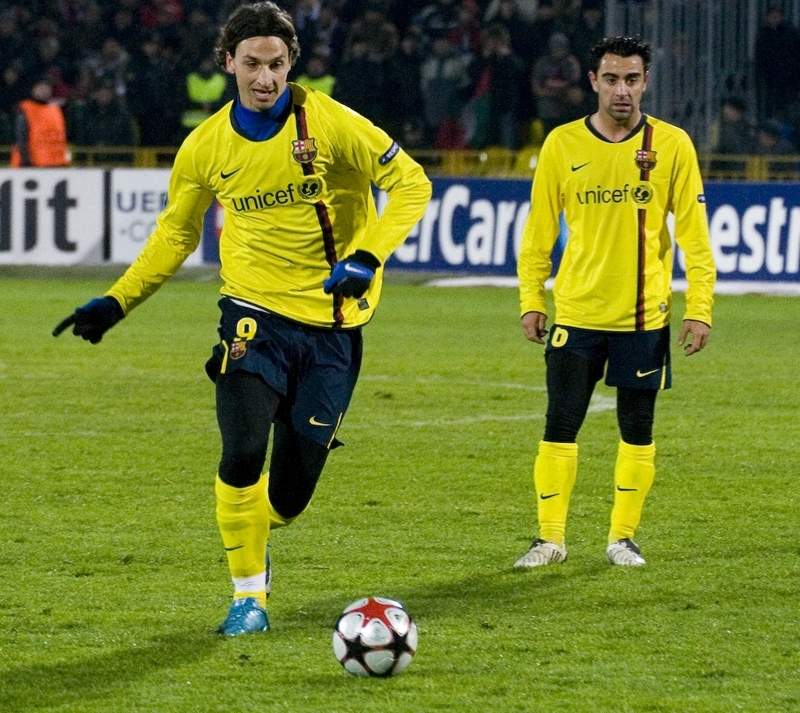
Ibrahimović (links) und Xavi beim FC Barcelona (2009)

Im Juli 2009 wechselte Ibrahimović nach wochenlangen Verhandlungen zum damals aktuellen Champions-League-Sieger, Pokalsieger und spanischen Meister (s. Triple) FC Barcelona (kurz auch Barça genannt). Im Gegenzug erhielt Inter Mailand Samuel Eto’o und etwa 50 Millionen Euro. Der Transfer hatte einen Gesamtwert von circa 75 Millionen Euro; damit war er der damals viertteuerste Transfer in der Fußballgeschichte. Ibrahimović erhielt einen Fünfjahresvertrag. Seine Ablösesumme wurde auf 250 Millionen, sein Grundgehalt auf neun Millionen Euro jährlich und sein Gesamtverdienst auf zwölf Millionen Euro Netto festgesetzt.
Zu seiner Vorstellung am 27. Juli 2009, einem Montagabend, kamen 60.000 Zuschauer ins Camp Nou. Sein erstes Pflichtspieltor für Barça erzielte Ibrahimović am ersten Spieltag der Saison per Kopfball. Es war der Treffer zum 3:0-Endstand gegen Sporting Gijón. Er erzielte in seinen ersten fünf Ligaspielen jeweils mindestens ein Tor, damit ist er zusammen mit César Rodríguez Álvarez der bis dahin torgefährlichste Neuzugang des Vereins. Im Laufe der Saison ließen seine Leistungen nach. Gegen Ende der Spielzeit wurde Ibrahimović immer seltener eingesetzt und fand sich nicht mehr in der Startformation wieder.
Er erzielte in seiner ersten Saison in 45 Pflichtspielen für den FC Barcelona 21 Tore und gab 13 Torvorlagen. Am Ende der Saison spannte sich die Lage um den Stürmer weiter an, nachdem sein Berater Mino Raiola massive Kritik am Trainer geübt hatte. Nach Raiolas Aussage gehöre Pep Guardiola in eine psychiatrische Klinik, falls er dem 28-Jährigen in der kommenden Saison nicht mehr Einsatzzeit verschaffe. Das Verhältnis zwischen Ibrahimović und dem Trainer wurde immer schlechter; so beklagte sich der Spieler, dass dieser ihn ignoriere und nicht mit ihm spreche. Guardiola räumte ein, im Umgang mit Ibrahimović Fehler gemacht zu haben.
Da dem Stürmer nach der Verpflichtung von David Villa ein Reservistendasein drohte, stellte der FC Barcelona ihn für einen Transfer frei. Der Verein erhoffte sich dadurch Gehaltseinsparungen in Höhe von 60 Millionen Euro, die in den kommenden drei Jahren an Ibrahimović hätten gezahlt werden müssen. Nach seinem Wechsel zur AC Mailand machte er Guardiola schuldig für seinen Weggang und bezeichnete ihn als schlechten Trainer. Einige Monate nach seinem Wechsel äußerte er außerdem, dass Lionel Messi an seiner Reservistenrolle mitverantwortlich gewesen sei, da er im Laufe der Saison darauf bestanden habe, im Zentrum statt auf dem Flügel zu spielen, womit er Ibrahimovićs von dessen Position verdrängt habe.

### AC Mailand

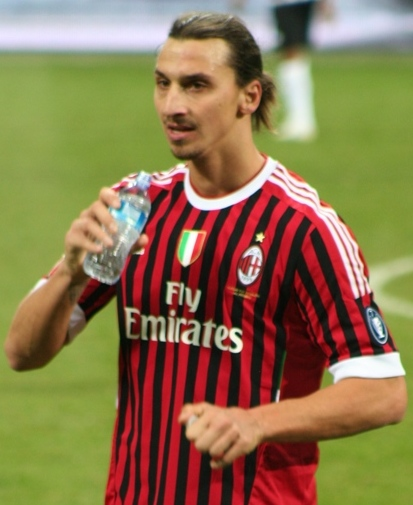
Ibrahimović im Trikot der AC Mailand (2011)

Ende August 2010 vermehrten sich nach zunehmenden Streitigkeiten zwischen Pep Guardiola und Ibrahimović die Wechselgerüchte um ihn. Dabei bekundeten vor allem die AC Mailand und Manchester City Interesse. Ibrahimović entschied sich aus sportlichen Gründen für einen Wechsel zur AC Mailand, obwohl das Gehaltsangebot von Manchester wesentlich höher dotiert war. Am 28. August wurde das Leihgeschäft zwischen dem FC Barcelona und der AC Mailand bekanntgegeben. Ibrahimović wechselte zunächst für ein Jahr auf Leihbasis; anschließend war die AC Mailand verpflichtet, den Spieler für 24 Millionen Euro zu kaufen, sodass Milan Barça bis 2014 jährlich acht Millionen Euro an Ratenzahlungen überwies. Ibrahimović verabschiedete sich nicht bei Guardiola und kommentierte seinen Weggang so: „Guardiola hat mich rausgeschmissen.“ Von der italienischen Presse wurde der Transfer als provokant bezeichnet, da Ibrahimović erst ein Jahr zuvor vom Rivalen Inter nach Barcelona gewechselt war. Die Inter-Fans hatten den Weggang des gefeierten Superstars damals als Verrat empfunden. Seine ersten beiden Tore für Milan machte er am 15. September 2010 im Champions-League-Spiel gegen den AJ Auxerre zum Endstand von 2:0. Es war sein erstes Spiel im Giuseppe-Meazza-Stadion für Milan.
Bei seinem ersten Spiel gegen seinen alten Verein Inter Mailand schoss er das einzige Tor; Milan gewann mit 1:0. In seiner ersten Saison holte er mit Milan den Meistertitel, der erste für den Verein seit sieben Jahren. Ibrahimović steuerte hierzu in 29 Spielen 14 Tore und 13 Torvorlagen bei. Es war der 17. Titel in seiner Karriere, die neunte Meisterschaft. Für die Saison 2011/12 nahm die AC Mailand seine Kaufoption für Ibrahimović wahr. Die Mailänder zahlten für den Wechsel 24 Millionen Euro an den FC Barcelona. Der Vertrag hatte eine Laufzeit bis zum 30. Juni 2015. Mit dem Start der Saison 2011/12 war er mit einem Nettoverdienst (ohne Werbegelder) von neun Millionen Euro pro Jahr der bestbezahlte Spieler der italienischen Liga. In dieser Saison wurde Ibrahimović erstmals seit neun Jahren nicht nationaler Meister (zuletzt 2002/03 bei Ajax Amsterdam, darunter zwei aberkannte Titel mit Juventus Turin).

### Paris Saint-Germain

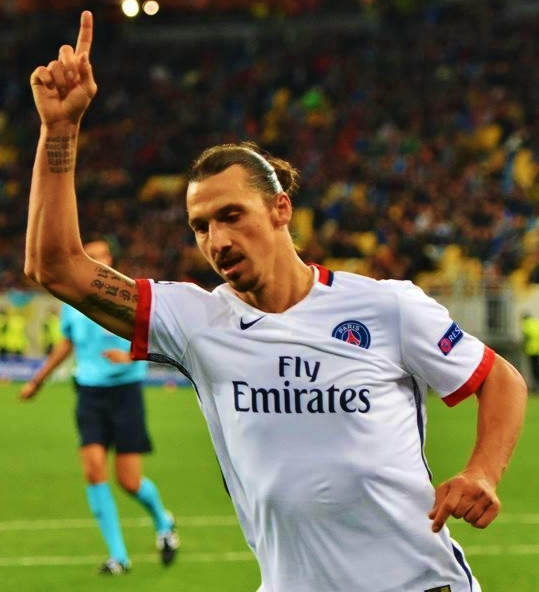
Ibrahimović bei PSG (2015)

Zur Saison 2012/13 folgte Ibrahimović seinem Mailänder Teamkollegen Thiago Silva zu Paris Saint-Germain und unterschrieb einen Dreijahresvertrag. Sein erstes Ligaspiel bestritt er am 11. August 2012 (1. Spieltag) im Heimspiel gegen den FC Lorient. Mit zwei Toren in der 64. und der 90. Minute glich er einen 0:2-Rückstand zum 2:2-Endstand aus. Im Oktober gegen Olympique Marseille machte er eines seiner spektakulären Tore, indem er eine ausgeführte Ecke Volley mit der Ferse ins Tor beförderte. In der Presse wurde es „Kung Fu Tor“ getauft. In seiner ersten Saison bei PSG erregte er wieder Aufsehen mit seinem spektakulären und technischen Fußball. Mit einem Nettogehalt von 15 Millionen Euro pro Jahr war er der bestbezahlte Spieler Frankreichs. In einem Radiointerview kritisierte Haushaltsminister Jérôme Cahuzac die Gehaltshöhe als „unanständig“. Ibrahimović reagierte darauf mit den Worten: „Qualität hat nun mal ihren Preis. Ich verstehe die Kritik nicht.“ Mit Prämien und Werbeeinnahmen kam er 2012 auf einen Jahresverdienst von etwa 17,5 Millionen Euro netto. Gehaltsbezogen (Werbegelder und Prämien ausgeschlossen) war er 2012 nach Samuel Eto’o der bestbezahlte Fußballprofi weltweit.
Mit PSG wurde Ibrahimović am 12. Mai 2013 französischer Meister. Mit seinen 30 Punktspieltreffern wurde er Torschützenkönig der Liga; diese Zahl hatte Jean-Pierre Papin zuletzt mehr als 20 Jahre zuvor erreicht. Im September 2013 wurde seine Vertragslaufzeit bis 2016 verlängert. Auch in den Saisons 2013/14, 2014/15 und 2015/16 wurde er jeweils in teilweise dominanter Manier französischer Meister mit Paris Saint-Germain. Mit dem Titel im Jahre 2016 wurde er ligenübergreifend zum 13. Mal nationaler Meister (2× Niederlande, 6× Italien, 1× Spanien, 4× Frankreich).
Nach Ende seiner Vertragslaufzeit am 30. Juni 2016 verließ er PSG.

### Manchester United

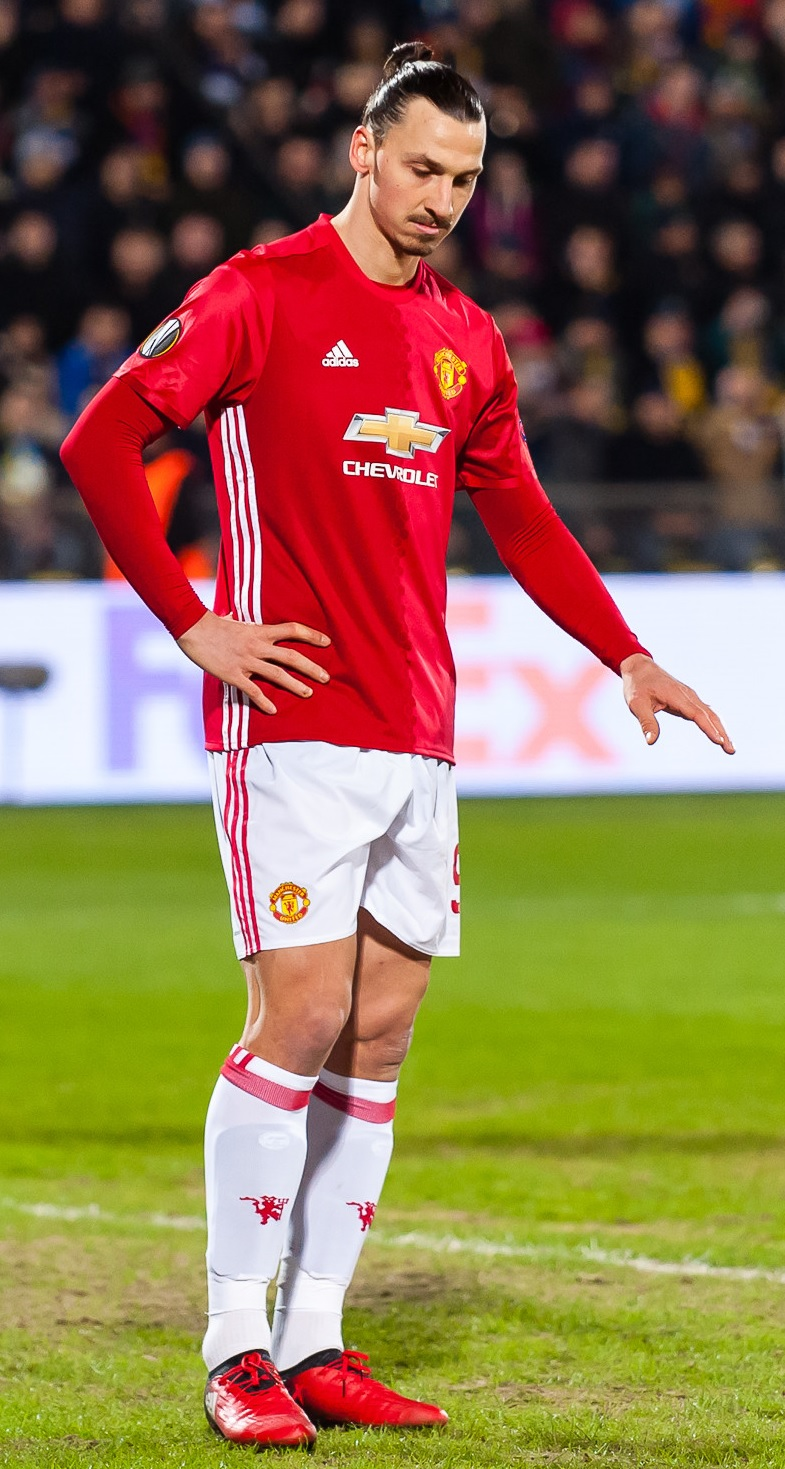
Ibrahimović im Trikot von Manchester United (2017)

Nachdem sein Vertrag in Paris ausgelaufen war, wechselte Ibrahimović zur Saison 2016/17 ablösefrei in die Premier League zu Manchester United. Sein Trainer war José Mourinho, mit dem er bereits in der Saison 2008/09 bei Inter Mailand zusammengearbeitet hatte. In seinen ersten fünf Pflichtspielen erzielte Ibrahimović fünf Tore, vier davon in der Liga und eines beim gewonnenen Supercupfinale 2016. Am 6. November 2016 erzielte er beim 3:1-Sieg über Swansea City zwei Tore: Sein Treffer zum 2:1 war das 25.000. Tor der Premier-League-Geschichte. Sein zweiter Treffer zum 3:1 war das 400. Tor seiner Karriere; die Vorlage gab Wayne Rooney mit seiner 100. Torvorlage. Am 26. Februar 2017 gewann Ibrahimovic mit Manchester United den Ligapokal; mit zwei Toren im Finale gegen den FC Southampton (3:2) hatte er einen entscheidenden Anteil am Sieg.
Am 7. März 2017 wurde Ibrahimović von der FA für drei Pflichtspiele gesperrt, nachdem er in der Partie gegen den AFC Bournemouth zwei Tage zuvor seinem Gegenspieler Tyrone Mings einen Schlag mit dem Ellenbogen versetzt hatte. Da die Schiedsrichter dies nicht gesehen hatten, war die Anklage per Videobeweis erhoben worden. Ende April 2017 zog sich Ibrahimović einen Kreuzbandriss zu. So konnte er im Saisonendspurt, insbesondere beim Gewinn der UEFA Europa League, nicht mehr auflaufen.
Seine zum Saisonende auslaufende Vertragslaufzeit wurde zunächst nicht verlängert. Dennoch nutzte Ibrahimović das Trainingszentrum des Vereins, um an seinem Comeback zu arbeiten. Am 24. August 2017 erhielt er einen neuen bis zum Ende der Saison 2017/18 laufenden Vertrag sowie die Rückennummer 10 des zum FC Everton zurückgekehrten Wayne Rooney, nachdem er in der Vorsaison noch die Nummer 9 getragen hatte.
Im November 2017 kam Ibrahimović erstmals nach seiner Verletzung wieder in der Premier League zum Einsatz. Fortan musste er sich mit der Reservistenrolle hinter Romelu Lukaku begnügen. Nach vier weiteren Premier-League-Einsätzen wurde sein Vertrag am 22. März 2018 vorzeitig aufgelöst.

### Wechsel in die USA

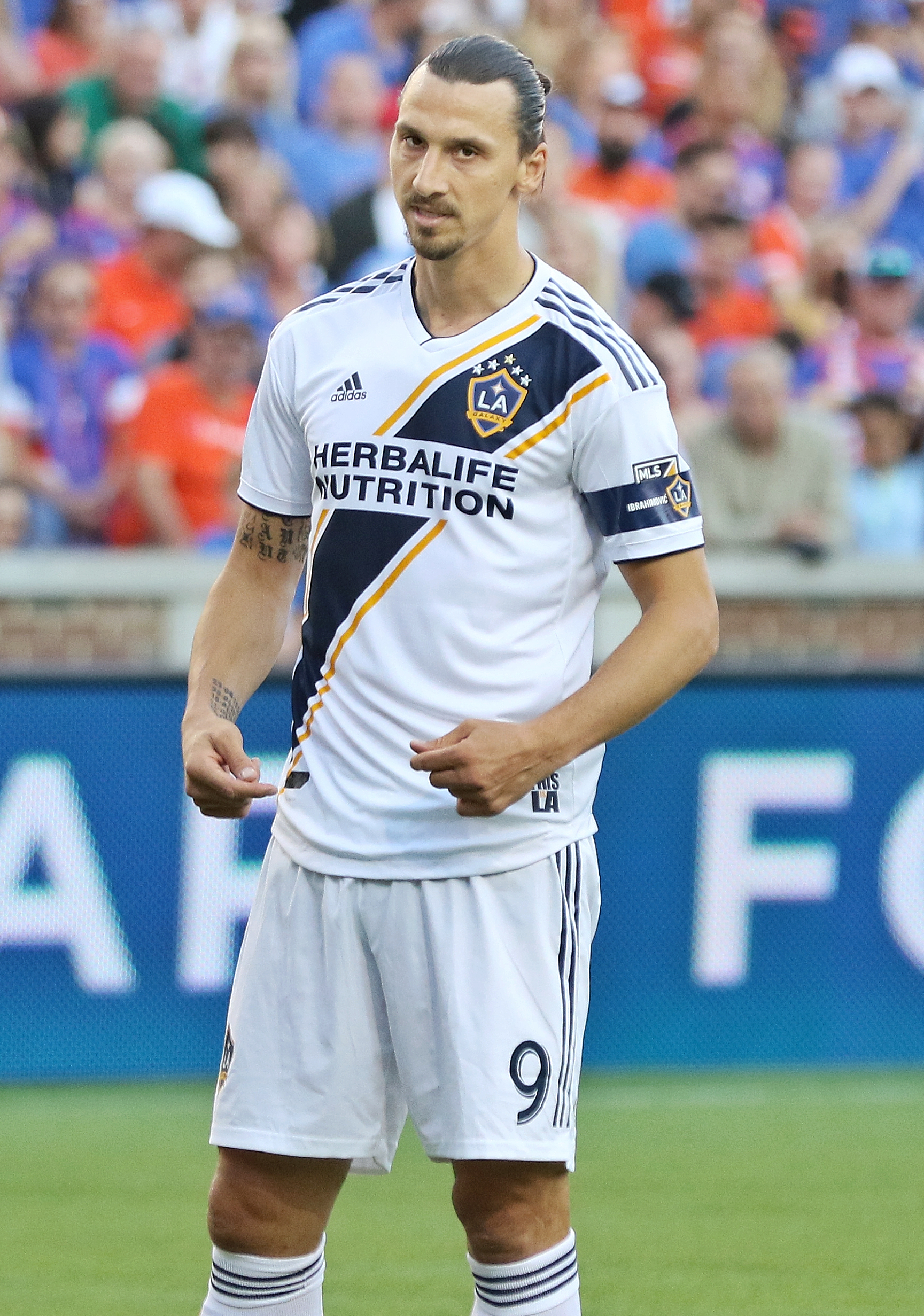
Ibrahimović im Trikot der LA Galaxy (2019)

Am 23. März 2018 schloss sich Ibrahimović dem MLS-Franchise LA Galaxy an. Bei seinem ersten Einsatz im Derby gegen den Los Angeles FC am 31. März 2018 wurde er in der 71. Minute beim Stande von 1:3 eingewechselt und erzielte den 3:3-Ausgleich durch ein Tor aus 40 Metern Entfernung und in der Nachspielzeit den 4:3-Siegtreffer. Das Team wurde Siebter der Western Conference und verpasste so den Einzug in die Play-offs. Ibrahimović erzielte in 27 Spielen 22 Tore und wurde in die MLS Best XI 2018 gewählt.
Zur Saison 2019 unterschrieb Ibrahimović einen neuen Vertrag als Designated Player. Zuvor verdiente er nach offiziellen Angaben der MLS-Spielergewerkschaft als Spieler, der unter die Gehaltsobergrenze fiel, 1,5 Millionen US-Dollar (rund 1,3 Millionen Euro) pro Saison. Grund dafür war, dass die LA Galaxy ihre drei Kaderplätze für Designated Player bereits mit Romain Alessandrini, Giovani dos Santos und Jonathan dos Santos belegt hatte; Giovani dos Santos verließ daraufhin das Franchise. Mit seinem 26. von insgesamt 30 Saisontreffern stellte der Schwede am 29. von 31 Spieltagen den vereinsinternen Saisonrekord von Carlos Ruiz ein. Dieser hatte in der Saison 2002 24 Tore erzielen können. Mit 30 Toren wurde Ibrahimović hinter Carlos Vela (34) vom Stadtrivalen Los Angeles FC zweitbester Torschütze der regulären Saison. Seine Mannschaft erreichte als Fünfter der Western Conference die Play-offs, in denen man gegen den Los Angeles FC im Conference-Halbfinale ausschied. Ibrahimović erzielte bei der 5:3-Niederlage einen Treffer. Nach der Saison verließ Ibrahimović die LA Galaxy.

### Erneute Rückkehr in die Serie A
Zum 1. Januar 2020 unterschrieb der Schwede einen Vertrag bis zum Ende der Saison 2019/20 bei seinem alten Klub AC Mailand. In seinem zweiten Pflichtspiel traf er gegen Cagliari Calcio zum 2:0-Endstand. In den folgenden Partien stand der Mittelstürmer, wenn er fit war, stets in der Startelf und konnte 16 direkte Torbeteiligungen vorweisen. Ibrahimović wurde mit Milan Sechster, was die Teilnahme an der Qualifikation zur Europa League bedeutete.
Ende August 2020 verlängerte er seinen Vertrag bei den Rossoneri bis zum 30. Juni 2021, zudem legte er die Rückennummer 21 ab und lief erneut mit der Nummer 11 auf, welche er zuvor bereits während seinem ersten Engagement bei Milan von 2010 bis 2012 getragen hatte. Im Ligaspiel gegen den FC Crotone am 7. Februar 2021 erzielte Ibrahimović das insgesamt 500. Tor seiner Vereinskarriere.
Im April 2021 verlängerte er seinen Vertrag erneut für ein Jahr bis zum Ende der Saison 2021/22.
Nach der Saison 2021/22 nur drei Tage nach dem Gewinn der italienischen Fußballmeisterschaft unterzog er sich im Mai 2022 einer Operation (Arthroskopie) des linken Kniegelenks. Die AC Mailand gab anschließend eine prognostizierte Ausfallzeit von sieben bis acht Monaten bekannt.
Das erste Pflichtspiel nach seiner langen Ausfallzeit bestritt Ibrahimović beim 2:0-Heimsieg gegen Atalanta Bergamo am 26. Februar 2023, bei welchem er in der 74. Spielminute für Olivier Giroud eingewechselt wurde. Am 18. März 2023 wurde Ibrahimović mit 41 Jahren und 166 Tagen zum ältesten Torschützen der italienischen Serie A (beim 1:3 gegen Udinese Calcio).
Nach dem letzten Spieltag der Serie A gab er auf einer Pressekonferenz am 4. Juni 2023 seinen Rücktritt bekannt.

## Nationalmannschaftskarriere

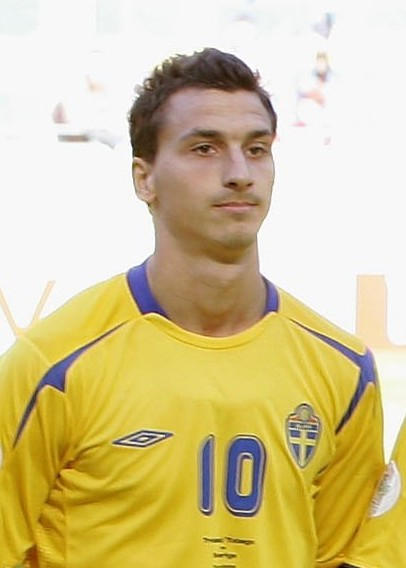
Ibrahimović bei der WM 2006

Zunächst spielte Ibrahimović für die schwedische U-21-Nationalmannschaft, für die er in sieben Spielen sechs Tore erzielte. Sein Debüt in der A-Nationalmannschaft gab er am 31. Januar 2001 in Växjö beim 0:0 gegen die Färöer. Dabei bestand die Auswahl ausschließlich aus Spielern aus der Allsvenskan. Während einige der Mannschaftskollegen aus diesem Spiel bei nur einem Länderspieleinsatz blieben, etablierte sich Ibrahimović in der Auswahl.
Er gehörte bei der Weltmeisterschaft 2002 zum Aufgebot der Landesauswahl. Beim Turnier gehörte er als junger Mann noch zu den Ergänzungsspielern und kam nur zu zwei Einsätzen als Einwechselspieler. Zwei Jahre später zählte er bei der Europameisterschaft 2004 zu den Stammspielern. Nachdem er bereits im Auftaktspiel gegen Bulgarien getroffen hatte, gelang ihm beim 1:1-Unentschieden im zweiten Gruppenspiel gegen Italien ein Tor.
Im Viertelfinale des Turniers schied die Mannschaft gegen die Niederlande im Elfmeterschießen aus; Ibrahimović gehörte neben Olof Mellberg und Phillip Cocu zu den Spielern, die ihren Elfmeter nicht verwandelten. Bei seinem dritten großen Turnier, der Weltmeisterschaft 2006 in Deutschland, kam er in drei Spielen zum Einsatz, blieb aber wie bei seiner ersten WM-Teilnahme ohne Torerfolg. Nach einer 0:2-Niederlage gegen die Elf des Gastgebers schied die Mannschaft im Achtelfinale aus.
Während der Qualifikation zur Europameisterschaft 2008 wurde Ibrahimović kurzzeitig aus der Nationalmannschaft ausgeschlossen. Als die Mannschaft wegen des Spiels gegen Liechtenstein am 6. September 2006 im Hotel übernachtete, verließ er zusammen mit den Mannschaftskollegen Olof Mellberg und Christian Wilhelmsson das Hotel, um in einen Nachtklub zu gehen. Obwohl die Spieler nichts getrunken hatten, wurden sie nach Hause geschickt. Während Mellberg und Wilhelmsson die Strafe akzeptierten und sich entschuldigten, fühlte sich Ibrahimović zu Unrecht bestraft und wurde für die folgenden Partien nicht berücksichtigt. Im März 2007 kehrte er beim Spiel gegen Dänemark zurück in die Mannschaft.
Bei der Fußball-Europameisterschaft 2008 erzielte er gegen Griechenland und Spanien insgesamt zwei Tore. Die Mannschaft kam aber dennoch nicht über die Vorrunde hinaus.
Mit dem Beginn der Qualifikationsrunde für die Fußball-Weltmeisterschaft 2010 übernahm er die Kapitänsbinde von Freddie Ljungberg, Schweden wurde in der Gruppe jedoch nur Dritter und konnte sich nicht qualifizieren. Ibrahimović sorgte für Aufsehen, als er vor dem entscheidenden vorletzten Gruppenspiel gegen Dänemark die dänische Mannschaft mit dem Satz: „Die Dänen wollen 4-3-3 spielen wie meine Mannschaft in Barcelona. Dabei haben sie überhaupt keine technisch guten Spieler“ verspottete. Kurze Zeit nach dem Ausscheiden nahm er ab Mitte November 2009 eine Auszeit von der Nationalmannschaft. Am 16. Juli 2010 gab Ibrahimović seine Rückkehr in die Nationalmannschaft bekannt, er wurde vom schwedischen Nationaltrainer Erik Hamrén zusammen mit Anders Svensson zum Kapitän ernannt. In der erfolgreichen Qualifikationsrunde für die Fußball-Europameisterschaft 2012 erzielte er fünf Tore in acht Spielen.
Bei der Fußball-Europameisterschaft 2012 traf Ibrahimović gegen die Ukraine und Frankreich je einmal und wurde damit der erste Spieler, der bei drei Europameisterschaften jeweils zwei Tore erzielt hat.

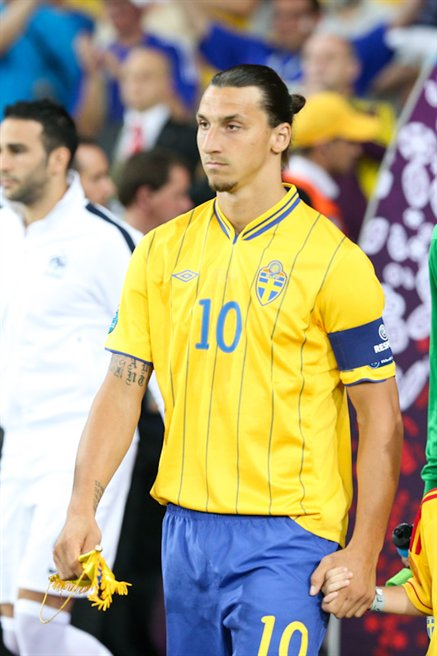
Ibrahimović führt bei der EURO 2012 die schwedische Nationalmannschaft als Kapitän auf das Spielfeld

Am 4. September 2014 stellte er beim Freundschaftsspiel gegen Estland in der 3. Spielminute zunächst mit seinem 49. Länderspieltor, dem 2000 Tor der schwedischen Mannschaft, den 82 Jahre alten Rekord von Sven Rydell ein und steigerte ihn in der 24. Minute auf 50 Tore. Vier Tage später machte er beim EM-Qualifikationsspiel gegen Österreich sein 100. Länderspiel.
Bei der Fußball-Europameisterschaft 2016 in Frankreich wurde er als Stammspieler im Sturm in das Aufgebot Schwedens aufgenommen. In der Auftaktpartie gegen Irland erzielte er zwar kein eigenes Tor, seine scharfe Hereingabe wurde aber von Ciaran Clark ins eigene Tor gelenkt und Schweden kam zum 1:1-Ausgleich. Die Partie gegen Italien wurde verloren.
Vor dem letzten Gruppenspiel gegen Belgien gab Ibrahimović bekannt, dass er die Nationalmannschaft nach der EM 2016 verlässt. Schweden hätte sich mit einem Sieg gegen die Belgier für das Achtelfinale qualifizieren können. Das Spiel wurde jedoch mit 0:1 verloren, womit Ibrahimovićs Nationalmannschaftskarriere vorläufig beendet war. Am folgenden Tag verabschiedete er sich mit den Worten:

“I came from this place people call Ghetto Rosengård, conquered Sweden and made it my country. My way. I am Sweden. A huge thank you to the Swedish people – without you I would never have been able to fulfill my dreams. You will always be in my blue and yellow heart. I love you.”

„Ich komme aus diesem Ort, den die Leute Ghetto Rosengård nennen, eroberte Schweden und machte es zu meinem Land. Auf meine Weise. Ich bin Schweden. Ein großes Dankeschön an die Schweden – ohne euch hätte ich meine Träume niemals verwirklichen können. Ihr werdet immer in meinem blau-gelben Herzen sein. Ich liebe euch.“

Des Weiteren kritisierte Ibrahimovic nach dem Aus in der Vorrunde seinen Nationaltrainer Janne Andersson scharf, auch im Herbst 2020 übte er noch Kritik, bevor es schließlich zu einer Aussprache zwischen beiden kam. Danach kündigte er seine baldige Rückkehr in die Nationalmannschaft an.
Fast fünf Jahre nach seiner Verabschiedung wurde Ibrahimović schließlich nach einem erfolgreichen Jahr bei der AC Mailand für die Ende März 2021 anstehenden Qualifikationsspiele zur Weltmeisterschaft 2022 für die Nationalmannschaft nominiert, am 25. März spielte er beim Qualifikationsspiel gegen Georgien zum ersten Mal wieder für die schwedische Auswahl. Die geplante Teilnahme an der Fußball-Europameisterschaft 2021 musste er wegen einer im Mai erlittenen Knieverletzung allerdings absagen. Sein letztes Länderspiel bestritt Ibrahimović am 24. März 2023 im Rahmen der Qualifikation zur Fußball-Europameisterschaft 2024 bei der 0:3-Niederlage gegen Belgien.

## Tätigkeiten nach der Spielerkarriere
Anfang Dezember 2023 gab das Unternehmen RedBird Capital Partners bekannt, dass Ibrahimović als Betriebspartner für das Investmentportfolio in den Bereichen Sport, Medien und Unterhaltung ernannt wurde. Dies beinhaltet auch eine Tätigkeit als Berater bei seinem ehemaligen Verein AC Mailand.

## Persönlichkeit
Ibrahimović gilt allgemein als polarisierend und provozierend gegenüber Medien, Fans und Gegenspielern. Als er einmal von einem schwedischen Reporter gefragt wurde, woher er die Kratzer in seinem Gesicht habe, antwortete er: „Fragen Sie doch mal Ihre Frau!“ Dennoch berichten Journalisten auch von „entspannten“ Interviews.
Des Weiteren wird er von seinen Kritikern als arrogant bezeichnet. So machte er sich öffentlich über die Technik des Norwegers John Carew lustig, indem er sagte: „Was der mit dem Ball kann, kann ich mit der Orange.“ Eine ähnliche Aussage machte er ebenfalls, nachdem er in einem Spiel gegen den FC Liverpool dessen Verteidiger Stéphane Henchoz mit einem spektakulären Dribbling austrickste. Er verspottete Henchoz anschließend öffentlich, indem er sagte: „Erst ging ich nach links, das machte er auch. Dann ging ich nach rechts, das machte er auch. Dann ging ich wieder nach links, und er ging und kaufte sich einen Hot-Dog“. Auch bei Länderspielen verspottete er Gegenspieler.
Einmal fuhr er als Polizist verkleidet ins Malmöer Rotlichtviertel und erschreckte Freier, denen er mit einer Verhaftung drohte. Als er auch einen Seelsorger in Gewahrsam nehmen wollte, wurde die Geschichte publik. In der Presse wurde das Thema immer wieder aufgegriffen, unter anderem bei seinem Wechsel von Malmö zu Ajax.
2006 bei einem Training von Juventus Turin wurde er von seinem Teamkollegen Jonathan Zebina hart gefoult. Danach schlug ihn Ibrahimović nieder; zuvor versuchte Zebina ihm noch eine Kopfnuss zu geben.
Nach seinem Wechsel zum FC Barcelona musste er in seinem ersten Champions-League-Spiel gegen seinen ehemaligen Verein Inter Mailand in dessen Stadion spielen. Sobald er mit dem Ball in Kontakt kam, wurde er von den Zuschauern ausgepfiffen und als „Verräter“ beschimpft. Nach dem Spiel kommentierte Ibrahimović die Aktionen der Zuschauer wie folgt: „Offensichtlich hingen sie an mir.“ Vor dem Spiel sagte er öffentlich, dass Barcelona besser als Inter Mailand sei, und verärgerte damit die Inter-Fans. Bereits gegen Ende seiner Spielzeit bei Inter provozierte Ibrahimović die Fans.
In Interviews spricht er oft von sich in der dritten Person. Sich selber bezeichnet er als Rennmaschine: „Wer mich kauft, kauft einen Ferrari. Wer einen Ferrari kauft, fährt auf die Autobahn und gibt Vollgas“, gab er in mehreren Interviews an.
Nach seinem Weggang beim FC Barcelona äußerte sich Ibrahimović negativ über seinen Trainer Pep Guardiola, indem er ihm Feigheit unterstellte. Er sagte: „Ich weiß nicht, worin das Problem bestand. Wenn ich einen Raum betrat, in dem Guardiola war, verließ er das Zimmer. Vielleicht hatte er Angst vor mir.“ Als der Vorstand des FC Barcelona seinem Wechselwunsch nicht entsprechen wollte, drohte er: „Sonst schmiere ich dem Trainer eine, ich mache das vor der Presse.“ Aufgrund seiner Persönlichkeit wird er immer wieder von Reportern provoziert, so fragte ihn in Barcelona einmal eine TV-Reporterin, ob er homosexuell sei, worauf er die Antwort gab: „Komm mit Deiner Schwester in mein Haus, dann siehst du, ob ich schwul bin.“ In Spanien wurden zuvor diesbezüglich provokante Themen in sozialen Netzwerken über Ibrahimović verbreitet.
Auch sein Verhältnis zu Louis van Gaal in seiner Zeit bei Ajax Amsterdam war von Problemen geprägt. Auf taktische Anweisungen von van Gaal, der zu dieser Zeit Technischer Direktor und nicht Trainer von Ajax war, antwortete Ibrahimović nach eigenen Angaben mit: „Hör mal, Meister, du hast mir gar nichts zu sagen – geh in dein Büro und schreib Briefe!“ Des Weiteren gab er an, von der „Art“ van Gaals sehr „genervt“ zu sein, er sei ein Möchtegern-Diktator und Wichtigtuer.
Als sein Transfer zur AC Mailand im August 2010 feststand, übte er erneut öffentliche Kritik an Guardiola, seinem ehemaligen Trainer beim FC Barcelona. Dieser sei ein schlechter Trainer, habe im Gegensatz zu José Mourinho keinerlei Motivationsfähigkeit. Wörtlich sagte er: „Für José Mourinho hätte ich rausgehen und töten können.“ Des Weiteren gab er an, selbst als Trainer des FC Barcelona auch alles gewinnen zu können, dies sei keine Kunst. Auch seine ehemaligen Mitspieler Xavi, Andrés Iniesta und Lionel Messi kritisierte er und bezeichnete sie als „Schuljungen ohne eigene Meinung“.
Im September 2010 machte Arrigo Sacchi nach einem Champions-League-Spiel der AC Mailand, in dem Ibrahimović beide Tore zum 2:0-Endstand geschossen hatte, einen Scherz über dessen Schuhgröße. Ibrahimović sorgte anschließend für einen TV-Eklat, indem er sagte: „Sacchi muss lernen, den Mund zu halten. Er scheint neidisch auf mich zu sein, sonst würde er nicht so viel reden“. Die italienischen Medien berichteten anschließend mit Schlagzeilen wie: „Ibrahimović beleidigt Milan-Legende“. Bei einem Training der AC Mailand trat er seinem Teamkollegen Rodney Strasser in den Rücken und sagte: „Hier bin ich der Chef“. Anschließend ging er zu Ronaldinho und sagte: „Wir sind die Stars in dieser Mannschaft“. Obwohl Ibrahimović anschließend angab, dass dies nur als Scherz gedacht war, wurde die Aktion in den Medien kritisiert.
Am 14. März 2011 wurde Ibrahimović für drei Ligaspiele gesperrt, nachdem er in einem Spiel gegen den AS Bari Marco Rossi mit der Faust in die Magengegend geschlagen und daraufhin die Rote Karte gesehen hatte. Die Sperre wurde nachträglich auf zwei Spiele reduziert. Nachdem er seine Sperre abgesessen hatte, kehrte Ibrahimović gegen den AC Florenz zurück – und erhielt drei Minuten vor dem Abpfiff erneut die Rote Karte, da er den Schiedsrichterassistenten beleidigt hatte. Ibrahimović, der seine Unschuld beteuerte, wurde erneut für drei Spiele gesperrt.
Nach dem Abpfiff und dem Gewinn der Meisterschaft 2011 trat er Antonio Cassano als „Spaß“ leicht gegen den Kopf, während dieser ein Live-Interview gab.
In einem Spiegel-Interview im Oktober 2013 sagte er über Guardiola, der gerade als Trainer des FC Bayern München übernommen hatte: „Guardiola ist ein phantastischer Trainer. Aber als Mensch? Er ist feige. Er ist kein Mann. [...] Guardiola hat keine Eier.“ Hintergrund war die gemeinsame Zeit beim FC Barcelona, während der Ibrahimović das Gefühl hatte, Guardiola sei nicht ehrlich mit ihm gewesen. In diesem Zusammenhang erläuterte er auch seine Philosophie des Umgangs mit Trainern:

„Beim AC Mailand war ich in einer Mannschaft mit Filippo Inzaghi, Gennaro Gattuso, Mark van Bommel. Wenn der Trainer gesagt hat, wir sollen linksrum laufen, haben wir gefragt: wieso? Er musste uns überzeugen. Wenn ein Trainer das nicht schafft, kann er seinen Job hinschmeißen.“

Während Guardiola selbst nichts dazu sagte, äußerten sich Karl-Heinz Rummenigge und Uli Hoeneß sehr kritisch, unter anderem dass Ibrahimović „dumm“ und eine „gescheiterte Diva“ sei. Ibrahimović antwortete mit dem Satz: „Hoeneß würde ich nicht als Steuerberater nehmen“. Er spielte damit auf Hoeneß’ Steueraffäre an.
2014 kam es in der anschließenden Presserunde nach dem EM-Qualifikationsspiel zwischen Österreich und Schweden, zwischen Ibrahimović und Marko Arnautović zu einem verbalen, auf Serbisch geführten kurzen Schlagabtausch. Ibrahimović sagte, dass er „in Schweden auf ihn warten werde“, woraufhin Arnautovic erwiderte „wieso er nicht gleich herkomme und sich nicht traue“.
Vor einem Europapokalspiel 2014 stellte er sich auf Twitter den Fragen der Fans und erklärte unter anderem: „Zlatan ist auch nur ein Mensch. So wie ein weißer Hai auch nur ein Fisch ist“.
2014 soll Ibrahimović rund 38.000 Euro an die schwedische Nationalmannschaft der Menschen mit geistiger Behinderung gespendet haben, damit diese an der INAS-Fußballweltmeisterschaft in São Paulo teilnehmen kann. Ursprünglich war er lediglich um die Spende eines seiner Trikots für eine Versteigerung zugunsten dieser Mannschaft gebeten worden. Als Grund für seine großzügige Spende soll er angegeben haben: „Fußball sollte von jedermann gespielt werden.“ Zu den im Fußball sowohl für als auch an die Spieler gezahlten Summen sagte er: „Das System ist krank. Die Verträge, die wir bekommen – irre. Kein Fußballer ist dieses Geld wert.“

## Spielstil
Ibrahimović gilt als beidfüßiger Stürmer und erreicht mit beiden Füßen etwa die gleiche Schusshärte und -präzision. Er kann in der Offensive sowohl auf den Flügeln als auch im Angriffszentrum eingesetzt werden. Diese Vielseitigkeit erlaubt ihm vor allem ein taktisches Wechselspiel mit beiden Außenseiten bzw. dem Zentrum. Dies sorgt für Verwirrung in der gegnerischen Abwehrformation. Als große Stärke gilt vor allem seine außergewöhnlich gute Technik. Ibrahimović hat sich ein weitreichendes Repertoire an Offensivtricks und Finten angeeignet, das ihn bei seinen Gegnern zu einem der gefürchtetsten Spieler macht. Wenn Ibrahimović am Ball ist, kann mit einem Showeffekt gerechnet werden. Seine akrobatischen Einlagen, unerwarteten Aktionen und Tore haben ihm Spitznamen wie „Super Zlatan“ oder „Ibrakadabra“ eingebracht.
Bei der Europameisterschaft 2004 gelang ihm beim 1:1-Unentschieden im zweiten Gruppenspiel gegen Italien ein bemerkenswertes Tor, als er kurz vor Spielende mit dem Rücken zum Tor und einen halben Meter über dem Boden den Ball mit einem seitlichen Hackentrick über den italienischen Torwart ins Tor beförderte. Den Medien gegenüber taufte er diese Art, ein Tor zu schießen, als „gedrehten Seitwärtsfußstoß“.
In seiner Zeit in Amsterdam erzielte er gegen NAC Breda ein sehenswertes Tor, indem er sich mit einem Slalom-Lauf gegen fünf Feldspieler und den Torwart durchsetzte. Das Tor wurde unter anderem als „Eurosport Tor des Jahres“ ausgezeichnet.
Bekannt ist er auch für seine präzisen und hart geschossenen Freistöße. Bei Inter Mailand verwandelte er beispielsweise einen Freistoß mit 124 km/h, bei Barcelona gelang ihm dies mit 104 km/h. Anschließend erklärte er, dass er diese Art, Freistöße zu schießen, von Siniša Mihajlović, dem Co-Trainer aus seiner Zeit bei Inter Mailand, gelernt habe.
Ibrahimović besitzt eine hohe Zweikampfstärke, spielt mit viel „Zug zum Tor“ und ist laut zahlreichen Experten dazu fähig, eine ganze Abwehr alleine „schwindlig zu spielen“.
Aufgrund seines harten und präzisen Schusses ist er außerhalb des Strafraums ebenso torgefährlich wie innerhalb, zudem ist er kopfballstark. Eine Besonderheit Ibrahimovićs ist, dass er es mal mit „brachialer Gewalt“ und mal mit „feinfüßiger Technik“ zum Torerfolg bringen kann. In einem Ligaspiel gegen Lazio Rom spielte er den Ball mit einem Drehschlag in der Luft ab. Dieser Pass wurde von der italienischen Presse „Taekwondo-Pass“ getauft.
Auch bei seiner ersten Saison bei der AC Mailand sorgte er mit extravagantem Spiel und technisch gut ausgeführten Aktionen für Aufsehen.
Bekannt ist er auch für seinen ausgeprägten Eigensinn, für den er oftmals kritisiert wird. Zwar ist man sich einig, dass dieser seit seiner Zeit bei Juventus Turin kontinuierlich zurückgegangen sei, allerdings sei er immer noch vorhanden. In einem Länderspiel gegen San Marino wollte Kim Källström einen Elfmeter schießen, Ibrahimović nahm ihm jedoch den Ball weg und schoss den Elfmeter selbst. Er traf, aber seine Mannschaftskollegen verweigerten daraufhin demonstrativ den Torjubel. Diese Aktion wurde von seinen Kritikern als Paradebeispiel für seinen Eigensinn angeführt. Ibrahimović gilt ihnen als polemische Person, die sich am liebsten selbst in den Mittelpunkt stellt.
Am 14. November 2012 schoss er beim 4:2-Sieg im Freundschaftsspiel gegen England alle vier Tore. Dabei gelang ihm in der zweiten Halbzeit mit den Toren zum 2:2, 3:2 und 4:2, das er mit einem Fallrückzieher aus etwa 25 m Entfernung erzielte, ein Hattrick. Am 15. November 2012 ließ die FIFA verlauten, dass das Tor nicht für die Wahl zum FIFA-Puskás-Preis 2012 nachnominiert wird. Die für diese Wahl zur Auswahl stehenden Tore wurden nur wenige Stunden vor Ibrahimović’ Tor bekannt gegeben, eine Nominierung im nächsten Jahr war allerdings möglich und das Tor wurde 2013 gewählt. In Deutschland wurde der Treffer zum Tor des Monats, später auch zum Tor des Jahres gewählt.
Am 23. Oktober 2013 beim 5:0-Auswärtssieg der Pariser in der Champions League gegen den RSC Anderlecht erzielte er vier Tore, eines davon mit der Hacke, ein anderes volley aus ungefähr 30 Metern. In der ersten Halbzeit gelang ihm innerhalb von 19 Minuten ein Hattrick.
Ibrahimović ist der einzige Spieler, der für sechs verschiedene Teams in der UEFA Champions League getroffen hat.

## Titel und Auszeichnungen

### Im Verein
International
- Europa-League-Sieger: 2017 (Manchester United)
- Klub-Weltmeister: 2009 (FC Barcelona)
- UEFA-Super-Cup-Sieger: 2009 (FC Barcelona)

Niederlande
- Meister (2): 2002, 2004
- Pokalsieger: 2002
- Supercupsieger: 2002

Italien
- Meister (5): 2007, 2008, 2009 (alle Inter Mailand), 2011, 2022 (beide AC Mailand)
- Supercupsieger (3): 2006, 2008 (beide Inter Mailand), 2011 (AC Mailand)

Spanien
- Meister: 2010
- Supercupsieger (2): 2009, 2010

Frankreich
- Meister (4): 2013, 2014, 2015, 2016
- Pokalsieger (2): 2015, 2016
- Ligapokalsieger (3): 2014, 2015, 2016
- Supercupsieger (3): 2013, 2014, 2015

England
- Ligapokalsieger: 2017
- Supercupsieger: 2016

### Persönliche Ehrungen
- Schwedischer Fußballer des Jahres (12): 2005, 2007, 2008, 2009, 2010, 2011, 2012, 2013, 2014, 2015, 2016, 2020
- Bester ausländischer Spieler des Jahres in Italien (5): 2005, 2008, 2009, 2011, 2012
- Fußballer des Jahres in Italien (3): 2008, 2009, 2011
- Torschützenkönig der Serie A in Italien (2): 2009, 2012
- Italiens Tor des Jahres: 2008
- Team des Jahres der Serie A: 2011, 2012
- Spieler des Monats der Serie A: Oktober 2020
- Spieler des Monats der Ligue 1 (5): September 2012, Januar 2014, Februar 2014, März 2014 und November 2015
- Bester Feldspieler der Ligue 1 laut UNFP (3): 2013, 2014, 2016
- Étoile d’Or: 2014, 2016
- Bester schwedischer männlicher Sportler (2): 2007, 2010
- Radiosportens Jerringpris: 2007
- Golden Foot: 2012
- FIFA/FIFPro World XI: 2013
- UEFA-Team-of-the-Year (4): 2007, 2009, 2013, 2014
- UEFA-All-Star-Team der Fußball-Europameisterschaft: 2012
- Torschützenkönig der Ligue 1 in Frankreich (3): 2013, 2014, 2016
- Tor des Monats in Deutschland: November 2012
- Tor des Jahres in Deutschland: 2012
- FIFA-Puskás-Preis: 2013
- MLS Best XI: 2018
- Gazzetta Sports Award: 2020 Aufnahme in die Kategorie „Legende“
- Globe Soccer Awards: Player Career Award 2022[119]

### Sonstige Erfolge
- Mit 38 Jahren und 302 Tagen ältester Serie-A-Spieler der 10+ Tore innerhalb einer Saison erzielte (2019/20, nur Rückrunde gespielt, 10 Treffer bei 18 Einsätzen)[120]
- 500 Tore in Vereinsspielen, erreicht am 7. Februar 2021
- Mit 41 Jahren und 166 Tagen nach seinem Tor gegen Udinese Calcio am 18. März 2023 für die AC Mailand ältester Torschütze der Serie A[121]

### Namensgebungen und Ehrungen
Ibrahimović wird in mehreren Liedern erwähnt. Unter anderem singt die Musikgruppe The Ballerinas & The Pendeltones in Zlatan och jag (Zlatan und ich) von Ibrahimović. 2004 wurde ein schwedisches Comedystück namens Var är Zlatan? (Wo ist Zlatan?) aufgeführt, in dessen Mittelpunkt seine Geschichte steht. 2006 brachte die schwedische Band Elias den Song Who’s da Man über Ibrahimović raus; in den Sverigetopplistan erreichte dieser den ersten Platz. Auch das Reggae-Duo Sanjin & Youthman aus Kroatien veröffentlichte 2013 ein Lied namens Zlatan.
Das Ende 2012 in die schwedische Sprache eingeführte Wort Zlatanera (zu Deutsch: zlatanieren), das so viel wie „stark dominieren“ bedeutet, basiert auf seinem Vornamen.
Ihm zu Ehren gibt es in einem Pariser Restaurant den „Zlatan Burger“.
Im April 2015 wurde die Websuchmaschine „Zlatan Search“ ins Leben gerufen, in der alle Suchanfragen „zlatanisiert“, also in einen Zusammenhang mit Ibrahimović gebracht werden.
Am 8. Oktober 2019 weihte er vor dem Stadion des Malmö FF eine ihm gewidmete Statue ein. Seit seiner Beteiligung am Hammarby IF, einem Rivalen Malmös, wurde das Denkmal häufiger beschädigt.

## Dokumentationen und Filmographie
Dokumentationen
- 2016: Zlatan – Ihr redet, ich spiele, Regie: Fredrik Gerrten und Magnus Gerrten. Dokumentation über den Beginn der Fußballkarriere von Ibrahimović.
- 2021: I am Zlatan, Regie: Jens Sjögren. Verfilmung der Entwicklung und Geschichte von Ibrahimović von der Jugend bis zu seinem Wechsel zu Juventus Turin. Ibrahimović wird dabei gespielt von Dominic Andersson Bajraktati, Granit Rushiti und Čedomir Glišovič.

Filmographie
- 2023: Asterix & Obelix im Reich der Mitte (als Caius Antivirus)